# Räddningsstation Ornö
Räddningsstation Ornö var en av Sjöräddningssällskapets räddningsstationer. 
Räddningsstation Ornö låg vid kyrkbryggan på östra sidan av Ornö. Den inrättades 1974 och hade 17 frivilliga och är idag 2025 ej aktiv längre.

## Räddningsfarkoster
- 12-10 Rescue Drottning Silvia, ett 11,8 meter långt täckt räddningsfartyg av Victoriaklass, byggt 2000
- Rescue Ekman av Gunnel Larssonklass, byggd 2020
- 3-50 Rescuerunner Yvonne Salén, 2012

## Tidigare räddningsbåtar
- 5-20 Rescue Vickan, en tre meter lång, öppen, snabbgående räddningsbåt